# هنسی کارولینا
هنسی کارولینا آلمنذار (به انگلیسی: Hennessy Carolina Almánzar) (زاده ۲۲ دسامبر ۱۹۹۵) یک شخصیت تلویزیونی و فضای مجازی آمریکایی می‌باشد که خواهر کوچک ترِ رپر کاردی بی می‌باشد.
هنسی، به‌طور منظم همراه با خواهرش در برنامه تلویزیون عشق و هیپ‌هاپ:نیویورک حضور داشت و برای مدل لباس پوشیدن غیر معمولش توجه همه را جلب کرد.

## روابط
او یک دوجنس گرا می‌باشد که در ابتدا از همجنس‌گراهراسی رنج می‌برد و قدرت این را نداشت که در عموم این موضوع را بیان کند، اما او کم‌کم بر این ترسش غلبه کرد و گفت.
او ارتباط نزدیکی با خواهر خود دارد و در استوری‌های صفحه اینستاگرام ِکاردی بی معمولاً عکس‌ها و فیلم‌هایی را از هنسی مشاهده می‌کنیم.

## اوایل زندگی و تحصیلات
هنسی در ۲۲ دسامبر ۱۹۹۵ متولد شده‌است. او مانند خواهرش به دبیرستان فنی و حرفه ای در محوطه دبیرستان Herbert H Lehman رفت تا در دورهٔ تئاتر موزیکال و فن‌شناسی دبیرستان رنسانس شرکت کند. 
اسم هنسی توسط پدرش به او داده شد، پس از اینکه موقع تولد او مست حضور یافت. زیرا هنسی نام یک برند مشروب سازی معروف می باشد.
هنسی
نام مستعار خواهرش، بِلکَلیس، که باکاردی می‌باشد هم از روی اسم او گرفته شد که الان به نام هنری او، یعنی کاردی بی، تبدیل شده‌است. زیرا باکاردی هم نام یک برند مشهور مشروب می باشد که برای هماهنگ شدن نام او با نام خواهرش روی کاردی گذاشته شد.
باکاردی

## شغل
هنسی به خاطر مدل لباس‌هایش مورد توجه قرار گرفت و برنامه دارد که کار فشن لباس خودش را راه بیندازد.
او در سومین فصل مسابقهٔ چالش: قهرمانان در مقابل ستارگان شرکت کرد. مسابقه ای که در آن، رقبا در چالش‌های ورزشی شرکت می‌کنند تا پولی را برای خیریه در بیاورند.
بر طبق گفتهٔ مجله بیلبورد: «او اقرار می‌کند که پس از روزهایی در برنامه عشق و هیپ‌هاپ:نیویورک شبکه VH1's داشته، برای برگشتن به تلویزیون استرس دارد. حالا او شغل تازهٔ فشنش را در اولویت قرار داده‌است، نه فرصت‌هایش در تلویزیون.»
هنسی پس از سه قسمت از برنامه خارج شد.